# Gudautai járás
Koordináták: é. sz. 43° 15′ 47″, k. h. 40° 37′ 48″43.263056°N 40.630000°E

A Gudautai járás fekvése Abháziában

A Gudautai járás (abházul Гәдоуҭа араион [Godouta araion], oroszul Гудаутский район [Gudautszkij rajon]) Abházia egyik járása az ország nyugati felén. Területe 1640 km², székhelye Gudauta. 

## Földrajz
A Nagy-Kaukázus déli oldalán, a Fekete-tenger partján fekszik. Fő folyója a Hipszta.

## Nagyobb települések
- Gudauta
- Új Athosz (Afon Csic)
- Lihni
- Ahalszopeli

## Népesség
- 1989-ben 57 334 lakosa volt, melyből 30 541 abház (53,1%), 8 857 örmény (15,4%), 7 741 orosz (13,5%), 7 699 grúz (13,4%), 1 059 ukrán, 601 görög, 83 oszét.
- 2003-ban 34 869 lakosa volt, melyből 27 512 abház (78,8%), 4 141 örmény (11,9%), 2 073 orosz (5,9%), 611 grúz (1,8%), 137 görög, 134 ukrán, 56 oszét, 48 török, 3 észt.
- 2011-ben 36 775 lakosa volt, melyből 31 125 abház (81,9%), 3 667 örmény (10%), 1 838 orosz (5%), 506 grúz (1,4%), 135 ukrán, 117 görög, 385 más nemzetiségű.